# Иерузалем, Карл Вильгельм
Карл Вильгельм Иерузалем (нем. Karl Wilhelm Jerusalem; 21 марта 1747, Вольфенбюттель — 30 октября 1772, Вецлар) — немецкий юрист, сын Иоганна Фридриха Вильгельма Иерузалема. Самоубийство Иерузалема от несчастной любви легло в основу трагического исхода романа «Страдания юного Вертера» Гёте.

## Биография
Иерузалем учился в Лейпцигском университете, где познакомился с Иоганном Вольфгангом Гёте. Впоследствии работал по дипломатическому ведомству герцогства Брауншвейг в должности секретаря посольства. В Вецларе в Имперском камеральном суде изучал процессуальное право. Там он вновь встретился с Гёте.
Вследствие его мещанского происхождения Иерузалема не признавали дворяне, у него были конфликты с начальством, и работа на юридическом поприще не приносила ему удовольствия. Его чувства к Элизабет Герд, выходившей замуж за другого, окончательно разбили ему сердце. В приступе меланхолии Иерузалем застрелился в своей квартире в Вецларе 29 октября 1772 году и умер на следующий день.
Гёте был потрясён известием о самоубийстве Иерузалема, с которым был знаком, и описал эту трагическую историю в романе «Страдания молодого Вертера». После выхода романа в свет (1774) дом Иерузалема в Вецларе стал местом паломничества. Над судьбой Вертера (Иерузалема) проливали слёзы, сочиняли песни о несчастной любви. Сентиментальные молодые люди подражали Вертеру в причёске, одежде и пр. В настоящее время дом Иерузалема — старинная фахверковая постройка (ок. 1700) является одной из достопримечательностей города Вецлара.